# Cobitis
Cobitis – rodzaj ryb karpiokształtnych z rodziny piskorzowatych (Cobitidae).

## Opis
Ciało wydłużone, bocznie spłaszczone. Otwór gębowy zaopatrzony w 6 wąsików. Pod oczami znajdują się kostne, sprężyste, rozwidlone na końcu kolce służące do obrony.

## Klasyfikacja
Gatunki zaliczane do tego rodzaju:
| - Cobitis amphilekta - Cobitis arachthosensis - Cobitis arenae - Cobitis battalgili - Cobitis bilineata - Cobitis bilseli - Cobitis biwae - Cobitis calderoni - Cobitis choii - Cobitis dalmatina - Cobitis dolichorhynchus - Cobitis elazigensis - Cobitis elongata – koza wielka, kózka wielka, koza bałkańska - Cobitis elongatoides – koza dunajska - Cobitis evreni - Cobitis fahirae - Cobitis faridpaki - Cobitis granoei - Cobitis hangkugensis - Cobitis hellenica - Cobitis illyrica - Cobitis jadovaensis - Cobitis kellei - Cobitis keyvani - Cobitis kurui - Cobitis laoensis - Cobitis levantina - Cobitis linea - Cobitis longitaeniatus - Cobitis lutheri - Cobitis macrostigma - Cobitis maroccana - Cobitis matsubarai - Cobitis megaspila - Cobitis melanoleuca - Cobitis meridionalis | - Cobitis microcephala - Cobitis multimaculata - Cobitis narentana - Cobitis nuicocensis - Cobitis ohridana - Cobitis pacifica - Cobitis paludica - Cobitis peschevi - Cobitis phongnhaensis - Cobitis phrygica - Cobitis pontica - Cobitis puncticulata - Cobitis punctilineata - Cobitis rara - Cobitis rhodopensis - Cobitis rossomeridionalis - Cobitis satunini - Cobitis shikokuensis - Cobitis simplicispina - Cobitis sinensis - Cobitis splendens - Cobitis stephanidisi - Cobitis striata - Cobitis strumicae - Cobitis taenia – koza pospolita, koza, kózka - Cobitis takatsuensis - Cobitis tanaitica - Cobitis taurica - Cobitis tetralineata - Cobitis trichonica - Cobitis turcica - Cobitis vardarensis - Cobitis vettonica - Cobitis ylengensis - Cobitis zanandreai - Cobitis zhejiangensis |

Gatunkiem typowym jest Cobitis taenia.

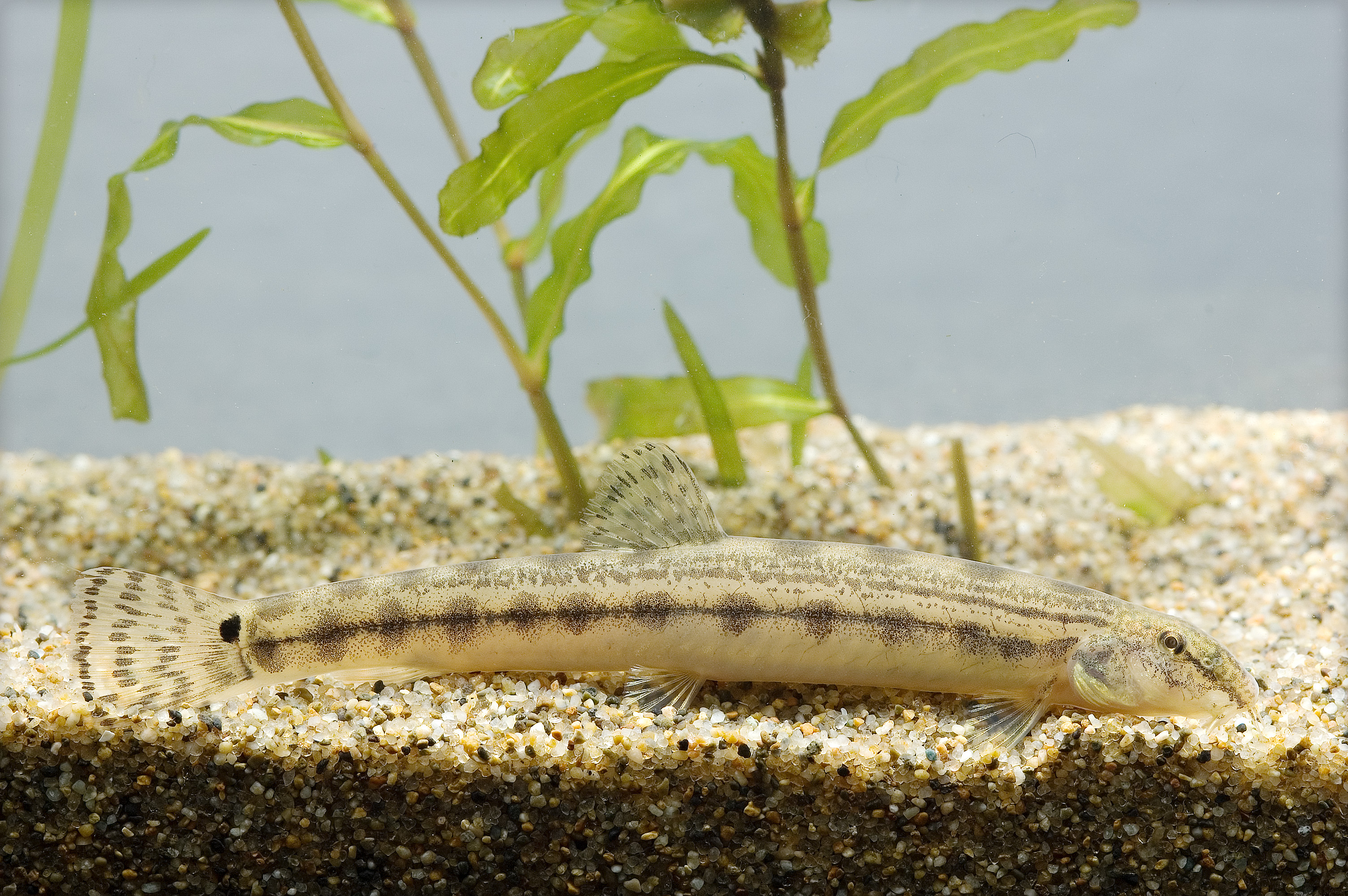
Cobitis biwae
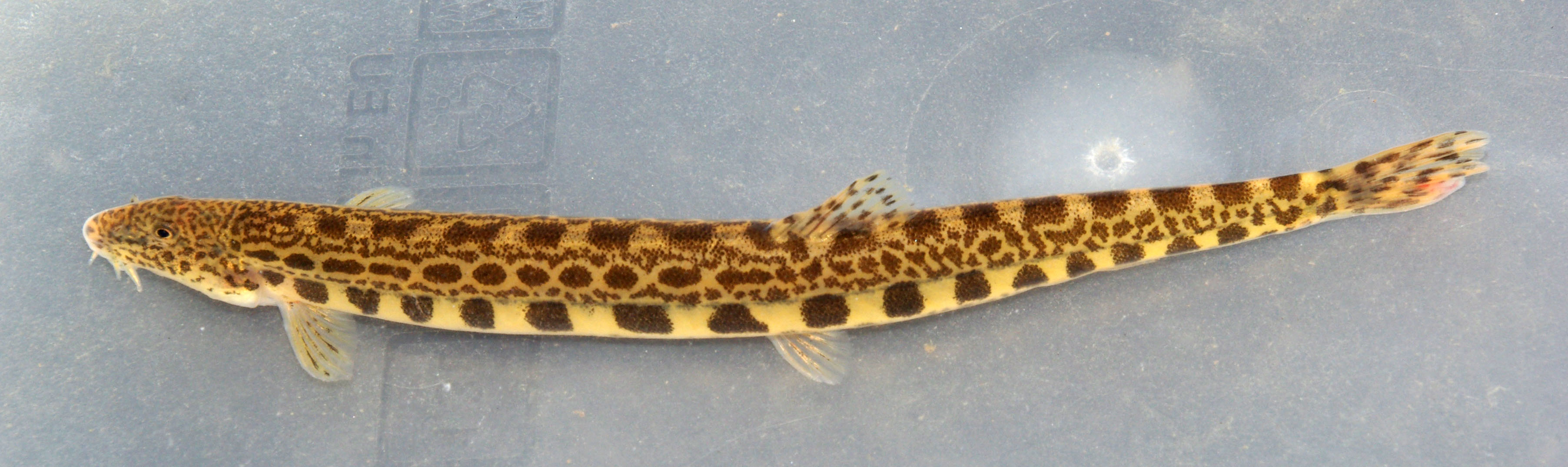
Cobitis calderoni
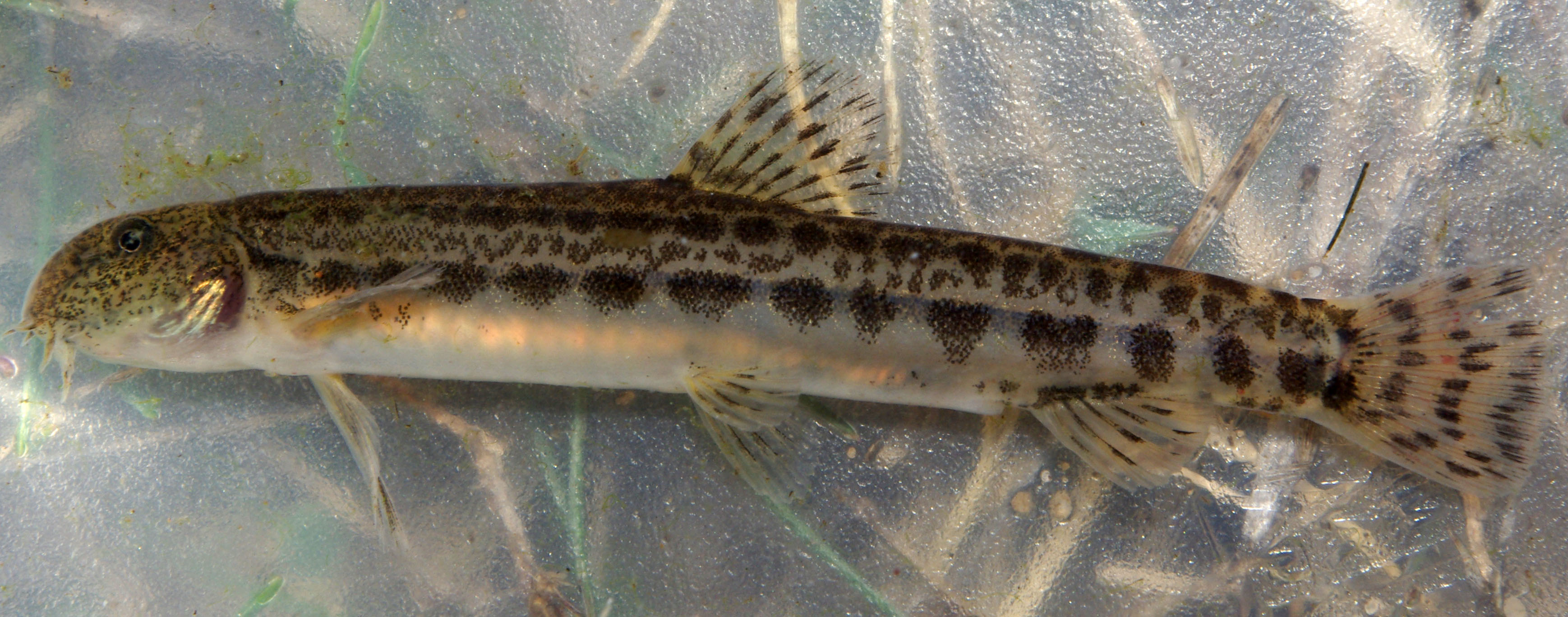
Cobitis paludica
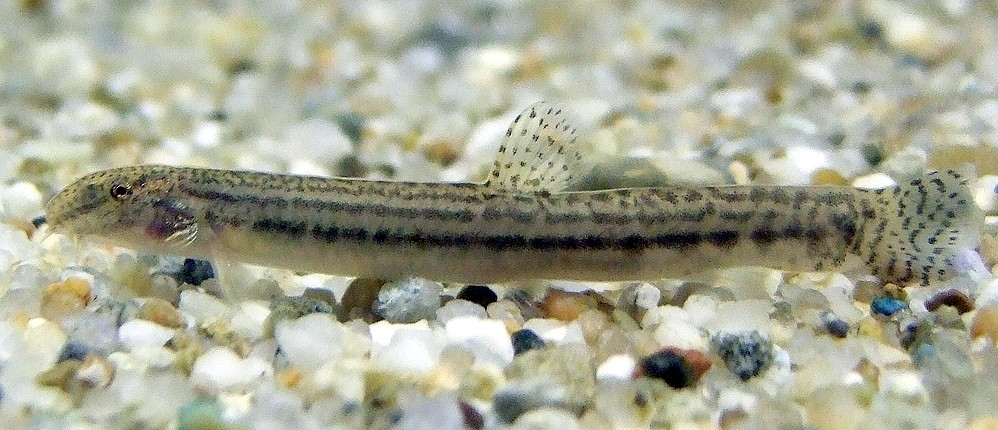
Cobitis shikokuensis